# إلكترونيات الجوامد

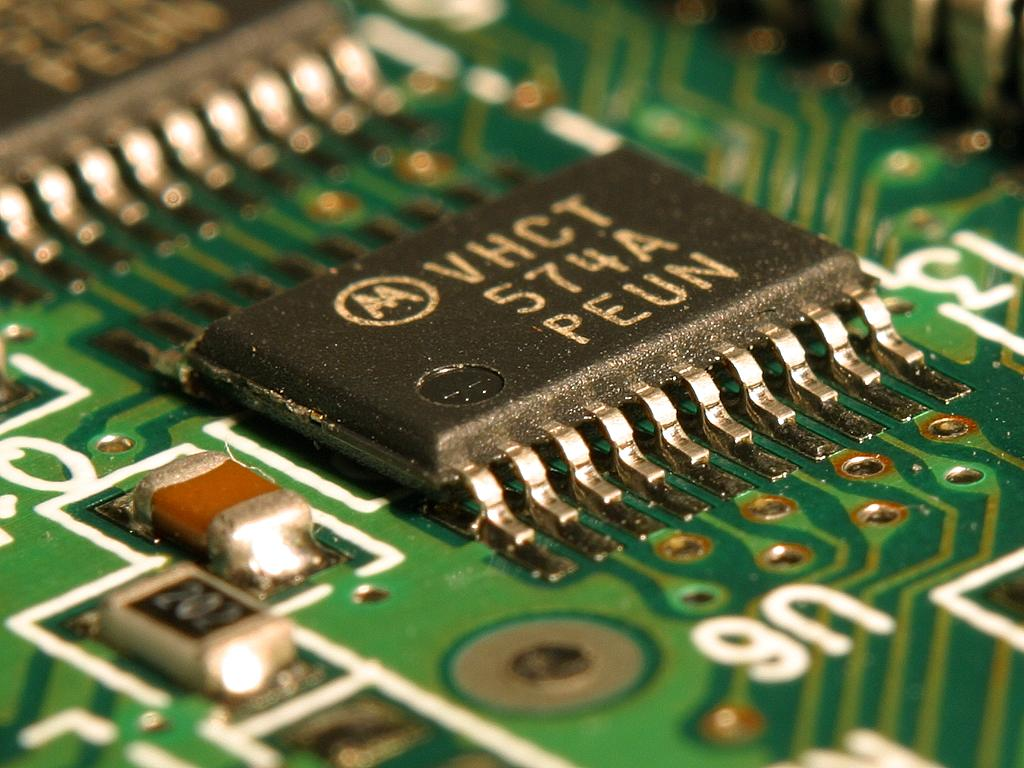

إلكترونيات الجوامد أو الإلكترونيات صلبة الحالة (بالإنجليزية: Solid-state electronics)‏ هي تلك الدوائر أو الأجهزة التي بنيت بالكامل من المواد الصلبة والتي تكون الإلكترونات، أو حاملات الشحنة الأخرى محصورة تماماً ضمن المادة الصلبة، وغالباً ما يستخدم هذا المصطلح بشكل يناقض التقنيات السابقة من الصمامات المفرغة وأنبوب تفريغ، ومن المألوف استثناء الأجهزة الكهروميكانيكية (المرحلات، المفاتيح، والأقراص الصلبة وغيرها من الأجهزة ذات الأجزاء المتحركة) من تسمية الجوامد (أو الحالة الصلبة)، وفي حين أن الحالة الصلبة قد تشمل الجوامد البلورية وشبه البلورية واللابلورية، وتصف الموصلات الكهربائية والعوازل وأشباه الموصلات، إلا أن المادة الأساسية تكون شبه موصل بلوريًّا، وتشمل أجهزة الحالة الصلبة الشائعة الترانزستورات، ورقائق المعالجات الدقيقة، وذاكرة الوصول العشوائي. ويتم استخدام نوع مخصص من ذاكرة الوصول العشوائي (يطلق عليها ذاكرة فلاش) في محركات أقراص الذاكرة (أو الفلاش)، وتم استخدامها مؤخرا في محركات الحالة الصلبة (الجوامد) لتحل محل محركات الأقراص الممغنطة الميكانيكية الصلبة، يحدث قدر كبير من الأعمال الكهرومغناطيسية وأعمال ميكانيكا الكم داخل الجهاز. وقد أصبح التعبير سائداً في خمسينيات وستينيات القرن الماضي، وخلال فترة الانتقال من تكنولوجيا الصمامات المفرغة إلى الصمامات الثنائية (الدايودات) والترانزستورات. وفي الآونة الأخيرة، ظهرت الدوائر المتكاملة، والدايودات الباعثة للضوء، وشاشات عرض الكريستال السائل كأمثلة أخرى لأجهزة الحالة الصلبة.
وفي مكونات الحالة الصلبة، يقتصر التيار الكهربائي إلى العناصر الصلبة والمركبات المصمَّمة خصيصاً لتضخيمه أو نقل الإشارة. ويمكن فهم تدفق التيار في صورتين: كشحنات الالكترونات السالبة، وكشحنات موجبة تمثل نقص لشحنات الالكترونات وتمسى ثقوب.
وكان أول جهاز الجوامد يطلق عليه اسم كاشف «شارب القط» والذي تم استخدامه لأول مرة في عام 1906 في مستقبل الموجات اللاسلكية، ويتم وضع سلك (يشبه شارب القط) بطريقة تلامس بلورة صلبة (مثل بلورة الجيرمانيوم) بشكل خفيف لكي تكشف إشارات الراديو اللاسلكية بتأثير وصلة التماس، ولقد ظهر جهاز الحالة الصلبة بحاله مع اختراع الترانزستور في عام 1947 .